# Leptochiton odhneri
Leptochiton odhneri is een keverslakkensoort uit de familie van de Leptochitonidae. De wetenschappelijke naam van de soort is voor het eerst geldig gepubliceerd in 1931 door Bergenhayn.